# Wilmington Manor, Delaware
Wilmington Manor är en ort (CDP) i New Castle County, i delstaten Delaware, USA. Enligt United States Census Bureau har orten en folkmängd på 7 889 invånare (2010) och en landarea på 4 km².